# روجر دانييل
روجر دانييل (بالإنجليزية: Roger Daniel) (و. 1970  م) هو رياضي ترنيدادي، ولد في بورت أوف سبين، شارك في الألعاب الأولمبية الصيفية 2008، ودورة ألعاب الكومنولث 2010، والألعاب الأولمبية الصيفية 2004، والألعاب الأولمبية الصيفية 2012، ودورة ألعاب الكومنولث 2006.

## روابط خارجية
- روجر دانييل على موقع أوليمبيديا (الإنجليزية)
- روجر دانييل على موقع دورة ألعاب الكومنولث 2006 (مؤرشف) (الإنجليزية)